# Trioza lanaiensis
Trioza lanaiensis är en insektsart som beskrevs av Crawford 1918. Trioza lanaiensis ingår i släktet Trioza och familjen spetsbladloppor. Inga underarter finns listade i Catalogue of Life.